# Teodoro Branas
Teodoro Branas o Vranas (en griego: Θεόδωρος Βρανᾶς, Theodōros Branas) fue un general bajo el Imperio bizantino y luego bajo el Imperio latino de Constantinopla. Es llamado Li Vernas por los cronistas occidentales de la Cuarta Cruzada, entre ellos Godofredo de Villehardouin.
Teodoro era el hijo del general Alejo Branas y Ana Comnena Vatatzina. Nació probablemente en Adrianópolis, donde su familia tenía tierras hereditarias. En 1193, según el cronista Albéric de Trois-Fontaines, Teodoro se convirtió en el amante de la emperatriz viuda Ana (o Inés, Agnès), después de 22 años, no se casaron porque al casarse con un plebeyo hubiera perdido su dote. Ella era la hija del rey Luis VII de Francia con su tercera esposa, Adela de Champaña, y la hermana de Felipe II de Francia, que originalmente había llegado a Constantinopla para ser desposada con Alejo II Comneno, pero Alejo fue asesinado por su coemperador y regente Andrónico I Comneno en 1183. Se casó luego con Andrónico, y enviudó después de su violenta muerte en 1185.
Teodoro luchó con limitado éxito bajo Isaac II Ángelo. Junto con Juan Petralifas, Miguel Cantacuceno y demás, estuvo implicado en la trama exitosa para sustituir a Isaac con su hermano Alejo III Ángelo en 1195. Luchó contra varios enemigos bajo Alejo III. Se destacó en la inicial defensa de Constantinopla contra la Cuarta Cruzada en 1202-1203.
Teodoro y Ana se casaron, a instancias del emperador latino Balduino I de Constantinopla, inmediatamente después de la creación del Imperio latino en el verano de 1204. Tuvieron al menos una hija, que se casó con Narjot de Toucy. Durante varios años después de 1204 Teodoro, y Ana, fueron presumiblemente de inestimable ayuda para el imperio. Teodoro fue uno de los notables griegos que ofrecieron su apoyo inmediato, por lo que posiblemente recibió el título de César. Se desempeñó como embajador de Enrique de Flandes, cuando los griegos de Adrianópolis y Didimóteicho deseaban romper su alianza con Kaloján de Bulgaria y buscaban la protección de sus ciudades por los latinos.
Teodoro fue el Señor de Adrianópolis y Apros (conocido por los latinos como Nápoles o Napoli). El último registro de él es en 1219, cuando, al igual que su yerno Narjot de Toucy, tuvo un breve gobierno en Constantinopla.